# Радивилівський район
Радиви́лівський райо́н (у 1939–1993 роках — Червоноармійський) — колишня адміністративно-територіальна одиниця Рівненської області України. Районний центр — місто Радивилів. Ліквідований відповідно до Постанови Верховної Ради від 17.07.2020 р. №3650 «Про утворення та ліквідацію районів».

## Географія

### Природно-заповідний фонд
Ботанічні заказники:
- Лев'ятинське болото, Михайлівський, Урочище «Кишка», Урочище «Савчуки», Урочище «Ситенське», Урочище «Солонівське»

Лісові заказники:
- Немирівський ліс

Ботанічні пам'ятки природи:
- Вікові дерева сосни, Дерево гледичії, Острів Замок, Пороховня

Комплексні пам'ятки природи:
- Дендропарк «Радивилівський», Парк «Зарічненський»

Заповідні урочища:
- Буковий ліс, Букові насадження, Глинсько, Гора «Красна», Гора «Цимбал», Козацькі могили, Сосновий ліс, Соснові насадження, Урочище «Пустиця», Яценькове озеро

Об'єкти без природоохоронного статусу:
- Бараннє урочище, Березовий гай (урочище), Липа на хуторі Марковичі

## Історія

### Утворення району
Радивилівський район існує з 17 січня 1940 року. До того територія нинішнього району входила до Кременецького і Дубенського повітів Волинської губернії. З Червоноармійського на Радивилівський перейменований у 1993 р.
У 1939 році край увійшов до складу Української РСР. Цьому передували Народні Збори Західної України, які відбулися у Львові 26—28 жовтня. Серед депутатів цих зборів були й представники Радивилівщини — Феодосій Додь, Ганна Токмина, Іван Івасюк, Павло Хейло, Ваврін Савчук та інші. Вони разом з іншими прийняли декларації про встановлення радянської влади на Західній Україні і прийняття її до складу СРСР з включенням до УРСР, про конфіскацію поміщицьких земель і передачу їх без викупу в користування селянам, про націоналізацію банків і великої промисловості.
15 листопада ІІІ сесія Верховної Ради УРСР ухвалила закон про прийняття Західної України до складу Української РСР. Адміністративно-територіальним поділом 27 листопада 1939 р. було утворено Рівненську (Ровенську) область, 17 січня 1940 р. — 30 районних і одну міську раду (в Рівному). Радзивилів перейменували на Червоноармійськ, і він отримав статус міста районного підпорядкування . Був створений і Козинський район з районним центром селом Козин. 15 грудня 1940 пройшли «вибори» до місцевих рад депутатів трудящих. З 26 лютого 1940 року в Червоноармійську почала діяти міська рада. Головою райвиконкому призначений Завадський, секретарем Тимофеєв, але вирішальний вплив на прийняття не тільки ідеологічних, а й господарських рішень мав райком компартії і його секретар Наметчанюк. У Козині секретарем райкому був Лісовий. Тут конфісковано млин, маслозавод, панську і церковну землю.
У лютому 1940 року в області організували 856 сільських рад і призначили їх керівників. У Червоноармійському і Козинському районах серед керівників сільрад були В. Ваврищук (Копані), С. Миколюк (Коритне), Д. Воронко (Перенятин), В. Бречко (Пустоіванне), К. Ступак (Дружба), С. Коритнюк (Теслугів), Л. Нагребецький (Хотин), Й. Станіславчук (Савчуки), М. Пасєка (Курсики), К. Ханенко (Солонів), С. Бігунський (Пляшева), П. Валентюк (Срібне), І. Гойда (Великі Жабокрики — Довгалівка)… У березні відбулися вибори до Верховної Ради СРСР, від Рівненщини визначили повпредами секретаря обкому партії Бегму і колишню батрачку Єфимчук-Дячук. До Верховної Ради УРСР з участю й жителів наших районів було «обрано» 10 депутатів (С. Козічук, К. Хомич, П. Чабан та ін.).
У Червоноармійську почали діяти середня школа, школа робітничої та сільської молоді з українською мовою навчання (до 1941 р. в Червоноармійському районі було 28 шкіл, у тому числі 2 середні — в райцентрі і Крупці), в нове русло спрямовувалася художня самодіяльність, яка повинна була славити партію, визвольну місію Червоної армії, радянську владу. У такому ж напрямі зобов'язана була розгортати діяльність масова бібліотека в райцентрі.
«Мені важко працювати зав. клубом, — трохи згодом розповідав у червоноармійській районній газеті „Соціалістичний шлях“ за 20 червня 1941 року Янковський з с. Янівки (Іванівки), — тому що я малограмотний, а допомоги в роботі ні від кого в селі не маю. Голова сільради та вчителі заявляють, що їм ніколи займатися культурно-масовою роботою. Коли я почав готувати п'єсу „Ой у полі нивка“, в мене забрали клубне приміщення». За комуністичне виховання населення беруться партійні і комсомольські осередки. Їх актив теж навчають, семінари райком проводить по кілька днів, а то й цілий тиждень. У Крупці гурток ліквідації неписьменності в 1941 році відвідувало 196 слухачів, із них 186 жінок. Організовуються суботники з упорядкування сіл і міста, а також автотраси Київ—Львів на територіях Червоноармійського і Козинського районів. Великого значення надається організації сільськогосподарських робіт, серед інших культур починають масово вирощувати каучуконосну рослину кок-сагиз.
Неоднозначно сприймається населенням намагання влади організовувати колгоспи, проводити передплату «позики третьої п'ятирічки», оскільки реальність її повернення була малоймовірною. До початку війни (червень 1941 року) з'явилися колгоспи імені Кірова, Сталіна, Леніна, Хрущова, Тельмана, Кагановича, «Червона зірка», «Перше травня», імені 17 Вересня та інші. Серед активістів нового режиму були колишні члени КПЗУ, молоді люди зі сходу України: Лень, Каплун, Сербенюк, Кухарук, Бондаренко, Вишневська, Калюжний, Грабовський, Крам…
Уже в передвоєнні роки радянська влада провела в Червоноармійському і Козинському районах численні арешти серед колишніх членів націоналістичних і національно-патріотичних організацій, представників польського і чеського населення, яке запідозрили в нелояльності до сталінізму. Їм визначили заслання і тривалі строки ув'язнення.
Під час Другої світової війни територія входила до Дубенської округи генеральної округи Волинь-Поділля Райхскомісаріату Україна .

### Німецько-радянська війна
З перших днів нападу гітлерівської Німеччини на СРСР місцеве керівництво займалося мобілізацією військовозобов'язаних, вивезенням архівів углиб країни (чомусь через Тернопіль), але, по суті, нічого не встигло зробити — 27—28 червня обидва райони були окуповані нацистами. Їм протистояв тут 8-й механізований корпус генерала Д.Рябишева. Значні танкові сутички відбувалися в трикутнику Червоноармійськ—Дубно—Пляшева. В них загинули й радянські генерали П. Сущий і Т. Мішанін — в районі Козина і Ситного. Загарбники забирали в селян худобу, хліб, молоко, м'ясо. Багатьох молодих людей було вивезено на підневільні роботи в Німеччину, як правило, на заводи військової промисловості.
У 1942 році поблизу Червоноармійська (хутір Пороховня) і Гранівки (Глинянка) гітлерівці стратили близько 6 тисяч чоловік мирного населення, в основному місцевих євреїв. Свавіллю окупантів перешкоджали підпільники з більшовицьких загонів[джерело?] і вояки Української повстанської армії, яка на території нашого краю мала особливий вплив і користувалася підтримкою населення. З огляду на активізацію діяльності УПА німці палили обійстя, розстрілювали заручників. Наприклад, 28 серпня і 7 вересня 1943 року вони спалили хутір Гаї біля Крупця і чимало будівель у цьому селі, вбили 28 мирних людей, а 16 грудня підірвали церкву, колишній палац і 2-поверхову недобудовану школу.[джерело?]
Червона армія зайняла Червоноармійський і Козинський райони 19—20 березня 1944 року. Однак фронт між Червоноармійськом і Бродами стояв ще близько чотирьох місяців, збільшуючи число жертв. У братських могилах на території нинішнього Радивилівського району, увінчаних пам'ятниками і пам'ятними знаками, поховано понад 2 тисячі воїнів-червоноармійців різних національностей.

### Післявоєнний період
Післявоєнний період краю позначений громадянським протистоянням. УПА продовжувала свою нерівну боротьбу за незалежність України, комуністичні органи посилювали тиск на населення. Необґрунтованих репресій зазнали сотні тутешніх сімей: вони були виселені на спецпоселення в глибину Росії і Казахстан, опинилися в концтаборах Заполяр'я, Далекого Сходу, на каторжанських шахтах і рудниках, а майно було конфісковане. В число «неблагонадійних» потрапляли навіть діти.
Разом з тим здійснювалася відбудова зруйнованого війною народного господарства. Відновлюються або наново організовуються колгоспи. У грудні 1948 року така сільгоспартіль була запроваджена навіть у Червоноармійську. Найважливіші факти 50-х — 80-х років — розбудова Червоноармійська (він став єдиним райцентром двох об'єднаних районів — Червоноамійського і Козинського), активний розвиток промисловості і сільського господарства, піднесення на новий рівень медичного обслуговування, освіти і культури. Численні факти цього періоду відображені у випущених свого часу книгах, у підшивках районної газети «Прапор перемоги».
У 1976 р. здано в експлуатацію районний будинок культури, у 1977-му місто починає забудовуватися 5-поверховими житловими будинками. Започатковується газифікація району. В короткий строк вивершується табір відпочинку школярів «Веселка». Серед найбільш важливих промислових об’єктів, які були споруджені, варто згадати фурнітурний і овочесушильно-консервний заводи, комбікормовий завод комбінату хлібопродуктів, райсільгоспхімію, цехи швейної фабрики, завод радіоелектронної апаратури, хлібозавод. У соціальний сфері відчутні зміни в життя району внесло спорудження корпусів райлікарні, дільничних лікарень і фельдшерсько-акушерських пунктів, шкіл у Червоноармійську, Козині, Крупці, Довгалівці, Ситному, Теслугові, Підзамчому, дитсадків, будинків культури і клубів (Зарічне, Ситне, Крупець, Теслугів), райкоопунівермагу.
Розвивалися колгоспи як багатогалузеві виробництва, використовуючи свої прибутки для задоволення соціальних потреб людей.

### Період незалежної України

РАДИВИЛІВ
У центральній частині — забудова вулиць Олександра Невського, Почаївської. На передньому плані — східний житловий масив. Фото Володимира Ящука

1 грудня 1991 року жителі району, як і весь український народ, на референдумі підтримали Акт проголошення незалежності України. Одночасно проводилося опитування щодо повернення місту його історичної назви Радивилів та перейменування Червоноармійського району на Радивилівський. Лише 3 березня 1993 р. Верховна Рада України прийняла Постанову, якою місто Червоноармійськ перейменовано на Радивилів, а Червоноармійський район на Радивилівський.
У 2002 р. завершено спорудження об'їзної автомагістралі біля міста на трасі E40 (Чоп—Київ). У 2004 і 2014  р.р. урочисто й велелюдно відзначалося 440-річчя і 450-річчя Радивилова, з цієї нагоди місцевою владою було багато зроблено для поліпшення благоустрою райцентру, площа і пішохідні доріжки в центральній частині вимощені тротуарною плиткою. У 2007 р. капітально, за європейськими стандартами, оновлено залізничну станцію Радивилів і вокзал — своєрідні в'їзні ворота в місто і весь Радивилівський район.

## Населення
Розподіл населення за віком та статтю (2001):
| Стать | Всього | До 15 років | 15-24 | 25-44 | 45-64 | 65-85 | Понад 85 |
| --- | ------ | ----------- | ----- | ----- | ----- | ----- | -------- |
| Чоловіки | 18 765 | 4196        | 2633  | 5479  | 4042  | 2298  | 117      |
| Жінки | 21 264 | 3906        | 2465  | 5446  | 4760  | 4370  | 317      |
| \| Статево-вікова піраміда \| Статево-вікова піраміда \| Статево-вікова піраміда \| \| ----------------------- \| ----------------------- \| ----------------------- \| \| Чоловіки \| Вік \| Жінки \| \| 117 \| 85 + \| 317 \| \| 184 \| 80-84 \| 550 \| \| 396 \| 75-79 \| 1033 \| \| 819 \| 70-74 \| 1413 \| \| 899 \| 65-69 \| 1374 \| \| 958 \| 60-64 \| 1255 \| \| 772 \| 55-59 \| 977 \| \| 1119 \| 50-54 \| 1272 \| \| 1193 \| 45-49 \| 1256 \| \| 1419 \| 40-44 \| 1451 \| \| 1311 \| 35-39 \| 1297 \| \| 1372 \| 30-34 \| 1286 \| \| 1377 \| 25-29 \| 1412 \| \| 1287 \| 20-24 \| 1297 \| \| 1346 \| 15-20 \| 1168 \| \| 1558 \| 10-14 \| 1427 \| \| 1413 \| 5-9 \| 1370 \| \| 1225 \| 0-4 \| 1109 \| |        |             |       |       |       |       |          |
| Статево-вікова піраміда |        |             |       |       |       |       |          |
| Чоловіки | Вік    | Жінки       |       |       |       |       |          |
| 117 | 85 +   | 317         |       |       |       |       |          |
| 184 | 80-84  | 550         |       |       |       |       |          |
| 396 | 75-79  | 1033        |       |       |       |       |          |
| 819 | 70-74  | 1413        |       |       |       |       |          |
| 899 | 65-69  | 1374        |       |       |       |       |          |
| 958 | 60-64  | 1255        |       |       |       |       |          |
| 772 | 55-59  | 977         |       |       |       |       |          |
| 1119 | 50-54  | 1272        |       |       |       |       |          |
| 1193 | 45-49  | 1256        |       |       |       |       |          |
| 1419 | 40-44  | 1451        |       |       |       |       |          |
| 1311 | 35-39  | 1297        |       |       |       |       |          |
| 1372 | 30-34  | 1286        |       |       |       |       |          |
| 1377 | 25-29  | 1412        |       |       |       |       |          |
| 1287 | 20-24  | 1297        |       |       |       |       |          |
| 1346 | 15-20  | 1168        |       |       |       |       |          |
| 1558 | 10-14  | 1427        |       |       |       |       |          |
| 1413 | 5-9    | 1370        |       |       |       |       |          |
| 1225 | 0-4    | 1109        |       |       |       |       |          |

## Політика
25 травня 2014 року відбулися Президентські вибори України. У межах Радивилівського району було створено 46 виборчих дільниць. Явка на виборах складала — 73,51% (проголосували 21 160 із 28 786 виборців). Найбільшу кількість голосів отримав Петро Порошенко — 57,14% (12 090 виборців); Юлія Тимошенко — 15,22% (3 221 виборців), Олег Ляшко — 13,32% (2 819 виборців), Анатолій Гриценко — 6,53% (1 381 виборців). Решта кандидатів набрали меншу кількість голосів. Кількість недійсних або зіпсованих бюлетенів — 0,55%.

## Адміністративний поділ

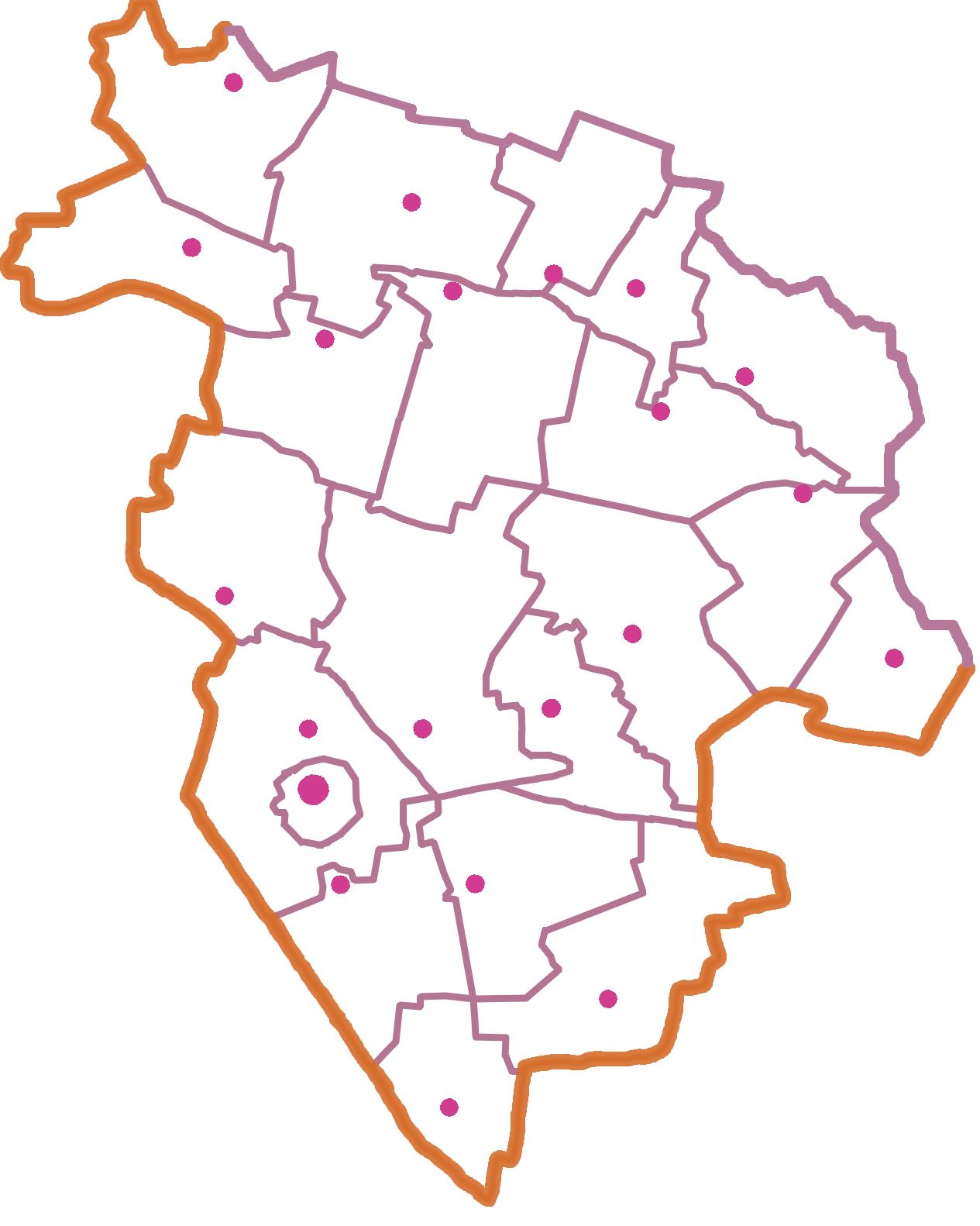
Адміністративний поділ Радивилівського району

Радивилівський район поділяється на 21 територіальні громади : 1 міська та 20 сільських.
У районі:
- 1 місто районного підпорядкування — Радивилів;
- 73 села.

## Пам'ятки
У Радивилівському районі Рівненської області нараховується 62 пам'ятки історії.
У селі Пляшева розташований Національний історико-меморіальний заповідник «Поле Берестецької битви», Свято-Георгіївський чоловічий монастир на Козацьких Могилах.
Пам'ятки архітектури: церкви в Пляшевій, Коритному, Митниці, Радивилові (св. Олександра Невського) та ін.

## Керівники району
Головами районної ради обиралися Володимир Павлець, Борис Ворожбит, Анатолій Тимошейко, Олександр Пастух, Володимир Кондик та ін., районну адміністрацію очолювали Мар'ян Голендер, Григорій Павлюк, Василь Кітюк, Сергій Шевченко, Анатолій Грисюк та ін.
27 січня 2007 р. Юрія Вовка було звільнено з посади голови адміністрації «за неналежне виконання службових обов'язків».

## Культура
Радивилівський районний будинок культури, з кінця 2016 року - міський, є закладом системи Міністерства культури і туризму України. Сучасне приміщення побудоване 1976 року.

## Бібліотека
Згідно постанови РНК УРСР та ЦК КП(б)У від 7 травня 1945 р. “Про заходи по відбудові та дальшому розвитку господарства у Львівській, Станіславській, Дрогобицькій, Тернопільській, Ровенській, Волинській і Чернівецькій областях на 1948 рік” в Радивилівському ( до 1992 року Червоноармійському) районі була створена районна бібліотека для дорослих і відкрита в серпні 1945 року.
Приміщення бібліотеки знаходилося по вулиці Липовій (нині Паркова) №1 і складався з двох кімнат: абонемента і книгосховища. Бібліотечними меблями служили саморобні дерев’яні стелажі та столи. Першими працівниками бібліотеки були Шевчук ( Ващук) Лідія Никифорівна – зав. бібліотекою і Фурса Марія Омелянівна – бібліотекар.
Книжковий фонд нараховував лише 33 книги. Помітну допомогу в його комплектуванні надали бібліотеки сусідніх областей України – Харківської, Чернігівської, Полтавської, Сумської, Київської і інші, які надіслали свої бібліотечки. Надходила література і з обласного бібколектору. Таким чином, на кінець 1946 року книжковий фонд становив вже 7 тисяч примірників книг, яким користувалося 1200 читачів. Спеціалістів бібліотечної роботи майже не було, тому спостерігалась велика плинність кадрів.
Поступово зростав книжковий фонд та кількість читачів районної бібліотеки, розширювалась структура і штат, поглиблювався зміст та вдосконалювались форми роботи з читачами. З 20 листопада 1948 року відкрито читальний зал, яким стала завідувати Людмила Робота, а згодом – Лідія Іванівна Козак.
З метою кращої організації нестаціонарного обслуговування робітників підприємств та населення віддалених вулиць міста був створений пересувний фонд з 1 жовтня 1955 року, завідувачкою якого призначено Ніну Прохорівну Дмитрієву, а з 15 лютого 1956 року – Євгенію Іллівну Савчук.
Методична робота районної бібліотеки розпочала свою діяльність з 1949 року. На той час уже діяли 21 хата-читальня і 7 сільських бібліотек, яким працівники районної ланки надавали методичну і практичну допомогу в роботі з читачами та організації масової роботи, проводили з ними навчання бібліотечній справі, так як працівники сільських закладів культури не мали спеціальної освіти. З 1 червня 1959 року була введена посада методиста, на яку призначено Надію Володимирівну Пархоменко.
До середини 60-х років основними формами наочної агітації були книжкові виставки, бібліотечні плакати.
Популярною формою роботи з читачами були голосні читання газет та журналів, проводились колективні обговорення книг,читацькі конференції, літературні та тематичні вечори, бібліографічні огляди літератури тощо. Дальшому розширенню та впорядкуванню бібліотеки, поліпшенню комплектування книжкового фонду бібліотеки, підготовці бібліотечних кадрів та підвищенню їхньої кваліфікації,зміцненню матеріально-технічної бази, поглибленню змісту роботи по обслуговуванню читачів сприяє прийняття цілого ряду партійних документів. Широко впроваджується відкритий доступ до книжкового фонду.
В січні 1963 року відбулось укрупнення районів і наш район приєднали до Дубинського району. Зазнала і реорганізації і бібліотечна мережа. Районна масова бібліотека, в якій залишилось 3 працівники, стала міською і як зональна бібліотека, продовжувала здійснювати методичну роботу в межах своєї зони. Але таке укрупнення себе не оправдало на практиці і через 5 років, тобто в 1967 році наш район знову став самостійним Червоноармійським районом.
З 1955р. аж до 1992 року, районну бібліотеку, а згодом і ЦБС очолює Ніна Пилипівна Лемешко – патріот і ентузіаст бібліотечної справи.
В листопаді 1976 р. районна бібліотека в новозбудованому РБК одержує приміщення з 9-ти кімнат загальною площею 610 кв. м., в якому знаходиться до цього часу. В січні 1977 року в районні здійснена централізація бібліотечної мережі. Районна масова бібліотека перейменована в центральну районну бібліотеку, а з 46 сільських бібліотек стали її філіалами.
Змінилася:-структура ЦРБ, відкрились нові відділи: методично-бібліографічний(зав. відділом С.М.Матвєєва), відділ комплектування і обробки літератури (Г.В. Забрідня),відділ обслуговування (Л.М.Струкайло) і відділ організації і використання єдиного фонду ЦБС (М.К. Погубко); - функції ЦРБ – здійснює централізоване комплектування, обробку та облік літератури, каталогізацію книг, інформаційне та довідково-бібліографічне обслуговування читачів через єдиний фонд та МБА. Щомісячно випускався інформаційний бюлетень «Нові книги», який надсилався у всі структурні підрозділи ЦБС. В 1992 році виходить на заслужений відпочинок Н.П. Лемешко і директором ЦБС стає З.Ф. Швайко /1992-1997 рр./, а згодом – Л.О.Бондар /1997-2004 рр./. Період 1985-1992 рр. відзначився перебудованими процесами в усіх напрямках діяльності бібліотек.
Масова робота зазнала суттєвих змін. Пріоритетними її напрямками стали популяризація літератури про національне відродження України, відновлення історичної пам’яті, виховання національної самосвідомості шляхом ознайомлення читачів з традиціями та звичаями українського народу, розвиток краєзнавчої діяльності, моральне виховання в умовах відродження християнських традицій тощо.
В ЦРБ стали проводитись щомісячні засідання літературно – музичної вітальні . Згодом такі ж вітальні гостинно відчинили свої двері у сільських бібліотеках. В практику роботи бібліотеки ввійшло проведення всенародних свят:свято міста, свято української мови і пісні, свято Великодня та інші.
Бібліотечні фонди системи класифікуються по системі ББК, відбувається перебудова структури системи каталогів і картотек.
Бібліотекарі освоюють надання платних послуг населенню. В центральній районній бібліотеці починає діяльність платне об’єднання любителів в’язання, вишивання, крою та шиття „ Фея”. Відкрито продаж дублетної та мало використовуваної літератури. В читальному залі запроваджено ”нічний абонемент”, де читачі за невелику плату можуть отримати потрібну книгу чи журнал додому.
Гроші, виручені за надані послуги, використовуються для придбання нової літератури, так як державних коштів на комплектування не вистачає.
Надходження літератури до бібліотек різко зменшується. Зменшується виділення бюджетних коштів на утримання бібліотек, а тому починається скорочення бібліотечних кадрів та бібліотек. В середині та кінці 90–х років, незважаючи на складні економічні умови, зміни у політичній структурі, бібліотека продовжує виконувати свою просвітницьку місію, пристосовуючись до ринкових умов.
Одне з головних завдань – створення позитивного іміджу бібліотеки, від якого залежала подальша її доля. Цьому сприяло, зокрема, забезпечення естетичного вигляду бібліотечного закладу, висококваліфіковане обслуговування читачів, реклама бібліотеки та їх послуг тощо.

Хоча бібліотека переживала важкі часи, відчуваючи матеріальні, технічні та фінансові труднощі, стали простежуватись якісно нові процеси в галузі. Створено правову базу діяльності бібліотек. Вперше в Україні прийнято Закон України “Про бібліотеки і бібліотечну справу”, проведено Всеукраїнські конгреси бібліотекарів, запроваджено Всеукраїнський день бібліотек.

З 2001 року, в порівнянні з попередніми роками, спостерігається тенденція до збільшення книжкових надходжень. Зростає кількість періодичних видань.

Значно розширюються можливості по обслуговуванню читачів в інтернет-центрі, відкритому в ЦРБ за сприянням Рівненської обласної наукової бібліотеки, яка отримала грант в рамках програми ”Інтернет в публічній бібліотеці”. Відповідно до цієї програми наша ЦРБ в числі трьох районних бібліотек області отримали 2 комп’ютери за кошти гранту і один комп’ютер за кошти місцевого бюджету. Таким чином, читачі ЦРБ мають безкоштовний доступ до Інтернету при допомозі посольства США в Україні.

Створення цього центру дало змогу безкоштовного користування світовою мережею інформаційних ресурсів. Більше тисячі користувачів має змогу черпати із всесвітньої мережі Інтернет різноманітну оперативну інформацію.

Більшість користувачів центру були зовсім не підготовленими до роботи в мережі, деякі вперше знайомились із комп’ютером. Допомогу в оволодінні навичками роботи за комп’ютером та в мережі Інтернет надавали і надають консультанти центру.

Одним із основних напрямків Інтернет-центру – обслуговування людей з обмеженими фізичними можливостями. Інтернет розширює рамки спілкування для людей з особливими потребами, що має для них велике значення. Тут для них діє інформаційний центр, де представлена інформація, яка постійно поповнюється. Для цієї категорії читачів консультанти Інтернет-центру накопичують інформацію з мережі, вчать працювати на комп’ютерах та в Інтернет мережі.

В Інтернет-центрі бібліотеки протягом року більше 4 тисяч відвідувань. Бібліотекарі допомагають користувачам орієнтуватись в ресурсах Інтернету, навчають шукати інформацію у всесвітній мережі.
З 2002 року бібліотека має власний вебсайт в Інтернеті за адресою: http://radlib.at.ua [Архівовано 7 березня 2022 у Wayback Machine.] ., який є цікавим і максимально зручним для користувачів. Тут можна ознайомитися з матеріалами про край, його історію, культуру, звичаї, мережу бібліотек, новини культурного життя району тощо.
В районі пройшла реорганізація мережі, тобто відбулось об’єднання публічних та шкільних бібліотек, що дало можливість покращити якість обслуговування користувачів. Районна бібліотека утвердила свої позиції, як методичного центру для працівників сільських бібліотек /розробляє різні методичні рекомендації, посібники, буклети, проводить семінари-практикуми, онлайн навчання, тренінги, ділові ігри, надає допомогу по створенню вебсторінок ПШБ тощо/.

У 2004 році посаду директора ЦСПШБ обіймає Л.О. Войтишина. Продовжується тенденція щодо розвитку бібліотечної галузі в районі, шляхом написання проєктів до міжнародних фондів. Зокрема в 2010 році завдяки зусиллям працівників центральної районної бібліотеки, районної дитячої бібліотеки і чотирьох бібліотек системи сіл Михайлівка, Козин, Хотин, Теслугів стали переможцями конкурсу, який оголосили IREX-Рада Міжнародних наукових досліджень та обмінів та фундація Білла та Мелінди Гейтс «Організація нових бібліотечних послуг з використанням вільного доступу до Інтернету» в рамках програми «Бібліоміст». Було отримано 15 комп’ютерів, 4 принтери, 4 сканери та програмне ліцензійне забезпечення від програми Microsoft. Бібліотека отримала нові можливості, щодо розширення асортименту послуг /навчання для користувачів в різних нових програмах, роботі на комп’ютері в Інтернет-мережі, проводить онлайн-конференції, створює інтерактивну зону для спілкування тощо/. Вивчає запити читачів, шляхом інтерв’ювання, анкетування, через віртуальну довідку та електронну доставку документів, які розміщені на сайті бібліотеки. Активно просуває свої послуги, ресурси через соціальну мережу facebook.com, ділиться досвідом, спілкується з іншими бібліотеками області, використовуючи програму Скайп. Радивилівщина славиться своєю історією, побутом, легендами та звичаями, тому бібліотека вирішила зібрати інформацію про край та представити новий ресурс в Інтернет-мережі, створивши блог «Краєзнавчий гід».

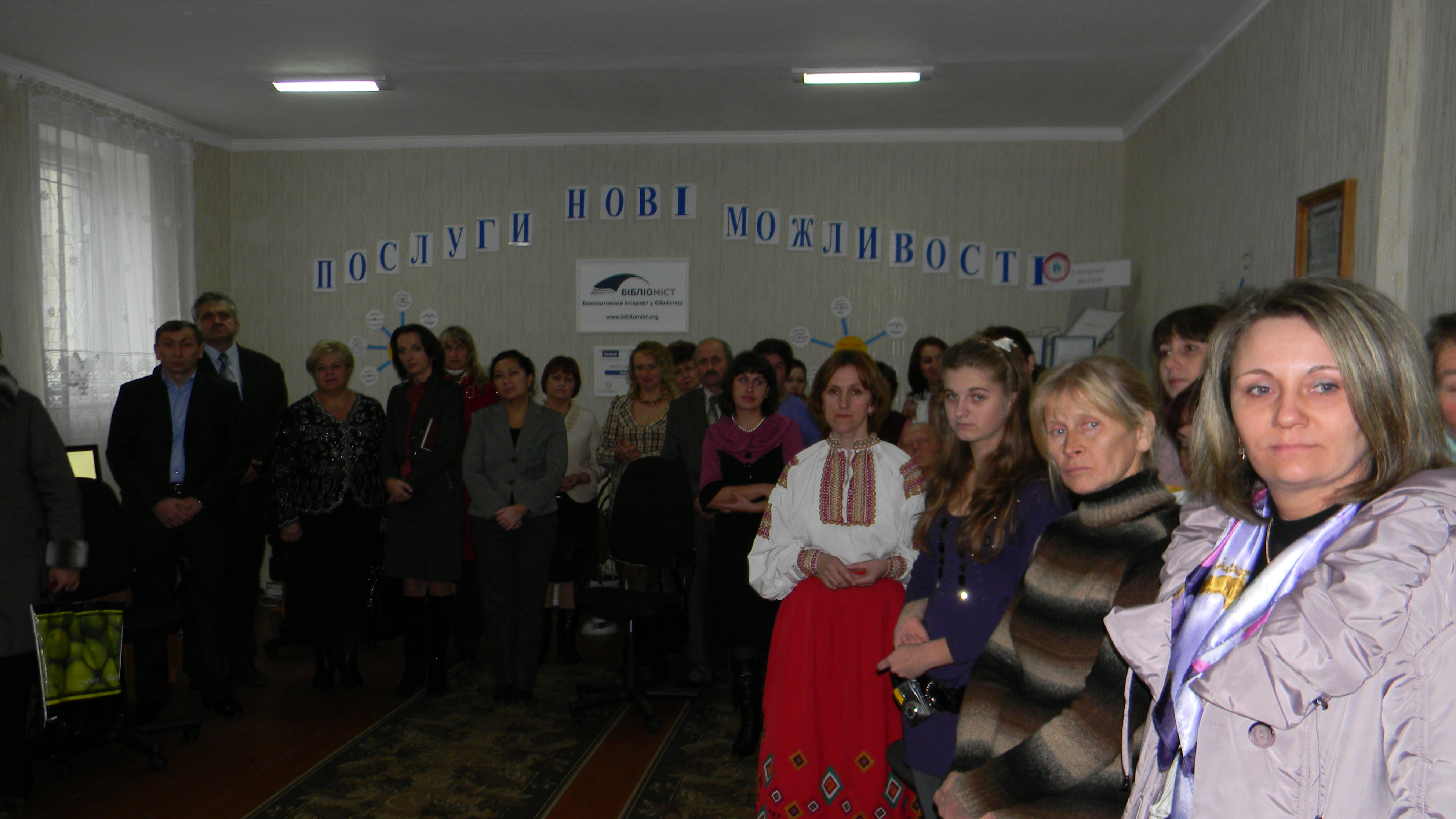
Презентація «Організація нових бібліотечних послуг з використанням вільного доступу до Інтернету» в рамках програми «Бібліоміст» /2012р./

Сьогодні в бібліотеці для користувачів діють: -	клуб за інтересами «Надвечір’я» /очолює роботу клубу – Рукінова Лариса Володимирівна – завідувачка відділом обслуговування ЦРБ в 2012 році досвід роботи клубу був відзначений в І-му обласному конкурсі бібліотечних інновацій «Бібліофест» і отримав І місце/

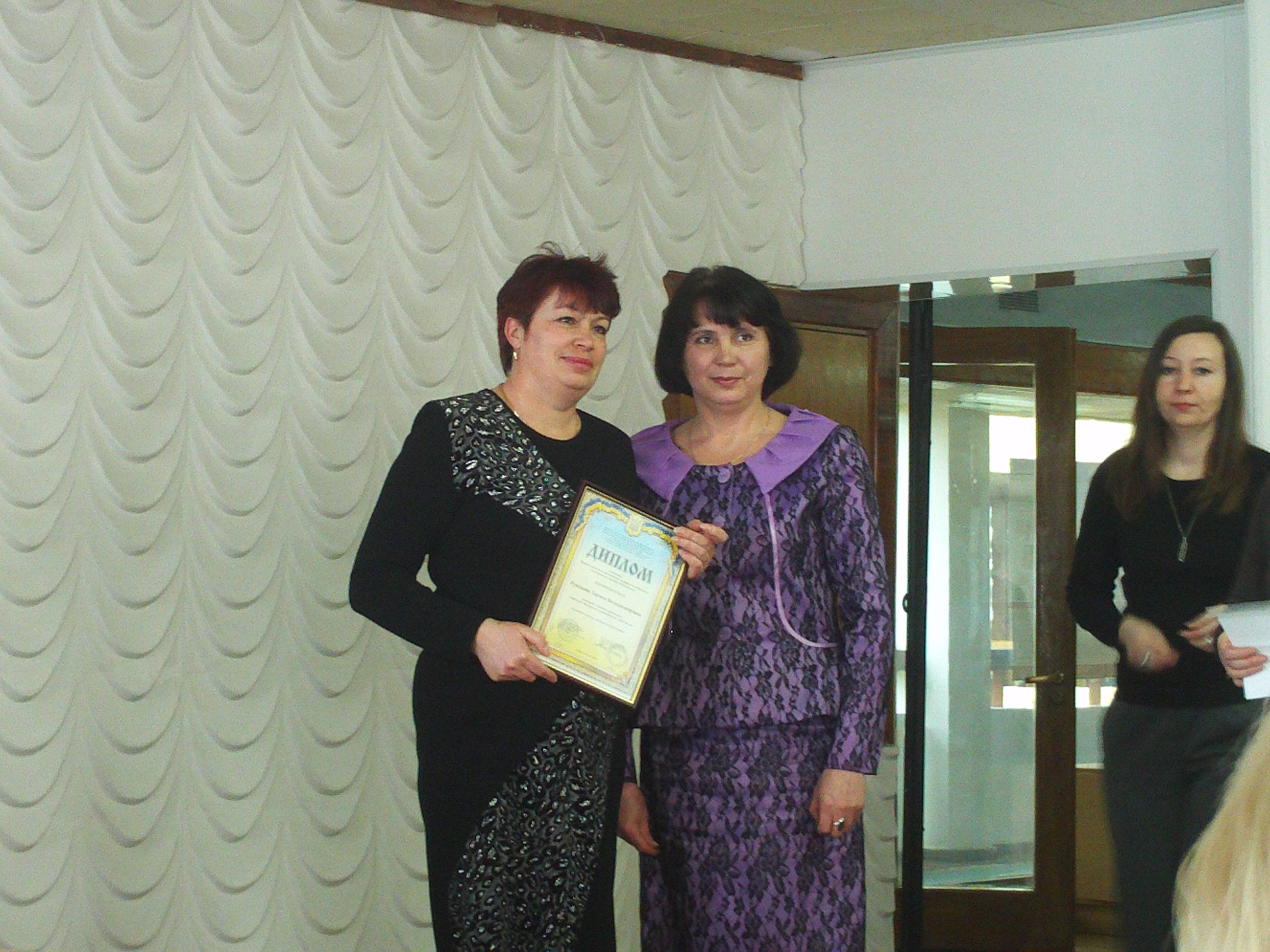
Нагородження Рукінової Л.В. за І місце в обласному конкурсі бібліотечних інновацій «Бібліофест» /2012р./

- своєрідний символ, візитна картка Радивилівської центральної районної бібліотеки. Це справжній осередок творчості, натхнення, доброти. Адже основна мета його створення полягала в сприянні повноцінному дозвіллю пенсіонерів, одиноких людей, інвалідів, людей похилого віку. Його учасники – це активні небайдужі люди, які вміють зробити своє життя наповненим та цікавим, незалежно від віку.
- бібліоінтернет (облаштований завдяки коштам грантових програм),
- інформаційно-ресурсний центр “Милосердя і доброта – людства два крила” (для людей з обмеженими фізичними можливостями),
- музейна експозиція «Радивилівщина – сузір’я відомих людей»

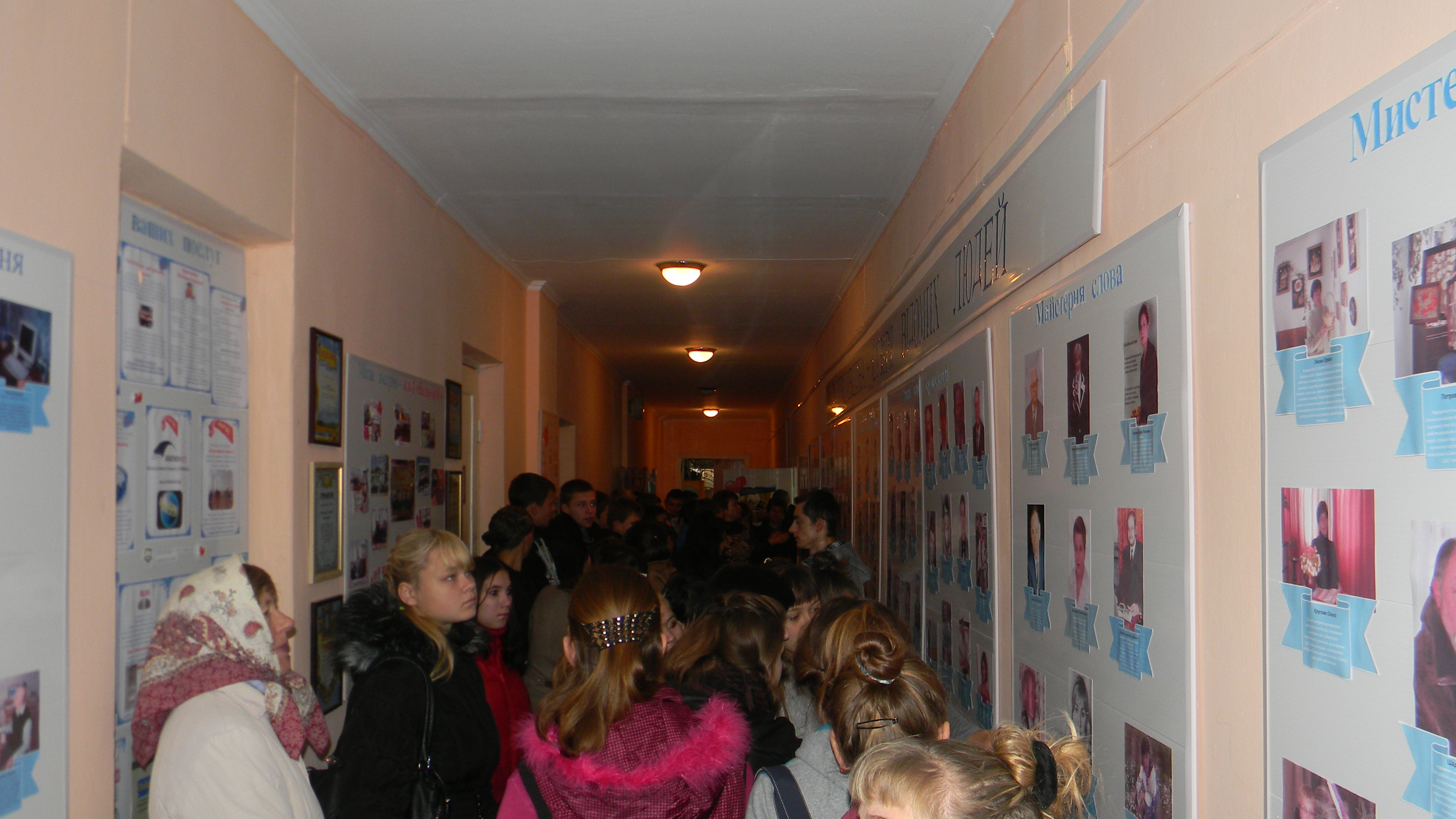
екскурсія музейною експозицією «Радивилівщина – сузір’я відомих людей»/2014р./

- пункт доступу громадян до офіційної інформації, у 2011 році бібліотека приєдналась до Мережі Пунктів доступу громадян до офіційної інформації, так як одним із основних напрямків роботи бібліотеки є інформування членів громади про законодавчі акти, постанови та рішення місцевої влади, надання відомостей щодо діяльності державних установ, політичних партій, громадських організацій, розвиток місцевої громади.
- центр регіональної інформації, який інформує громаду про рішення місцевої влади, надає інформацію з питань соціального забезпечення, комунальних та житлових проблем, працевлаштування тощо;
- електронна бібліотека, яка нараховує понад 300 тис. видань, а це і художня та галузева література, довідники, енциклопедії, періодичні видання та ін...;

Протягом останніх десяти років центральна районна бібліотека активно впроваджує нові комп’ютерні технології. Змінюється обличчя сільських книгозбірень, куди прийшла нова техніка та Інтернет. Доступ до комп’ютерів, відповідно до угод, мають і публічно-шкільні бібліотеки, які розміщені в приміщеннях шкіл. Це стало хорошим підґрунтям для поетапного запровадження в практику роботи централізованих бібліотечних систем програмного продукту – Автоматизованої Бібліотечної Інформаційної Системи ІРБІС (АБІС ІРБІС), а, отже, й надання інноваційних послуг користувачам, що дозволило швидко та якісно здійснювати пошук необхідної інформації.

Краєзнавство – один із пріоритетних напрямків роботи центральної районної бібліотеки. Створена зведена база даних (БД) повнотекстових документів відображає відомості з історії Радивилівщини з залученням баз даних сільських бібліотек – філіалів;

- надання громаді широкого доступу до неї як безпосередньо в стінах бібліотеки, так і через мережу Інтернет, з залученням джерельної бази районного історичного музею, музею-заповідника «Поле Берестецької битви», архівних документів, досліджень краєзнавців тощо. Формує повнотекстові бази даних, де автоматично прикріплюються зовнішні об’єкти (документи). 

У 2015 році велика пошукова робота була проведена працівниками бібліотек системи в рамкам вікі – проєкту «Долі, обпалені війною», присвяченого 70 - річчю Перемоги над нацизмом у Європі та 70-ї річниці завершення Другої світової війни, який був організований Рівненською обласною універсальною бібліотекою з метою збереження історичної пам’яті про учасників бойових дій Другої світової війни – жителів Рівненщини та Радивилівщини, зокрема і виховання у молодого покоління почуття патріотизму. Зібрана інформація про кожного учасника воєнного лихоліття /понад 500 учас. бойових дій/ оброблялася, редагувалася, систематизувалася. Дані матеріали відображені на краєзнавчому блозі Радивилівської центральної бліотеки за адресою http://radblog.at.ua/ [Архівовано 20 лютого 2016 у Wayback Machine.] у лінці «Їх слід в історії» в підлінці «Долі, обпалені війною» та в електронній енциклопедії «Вікіпедії».

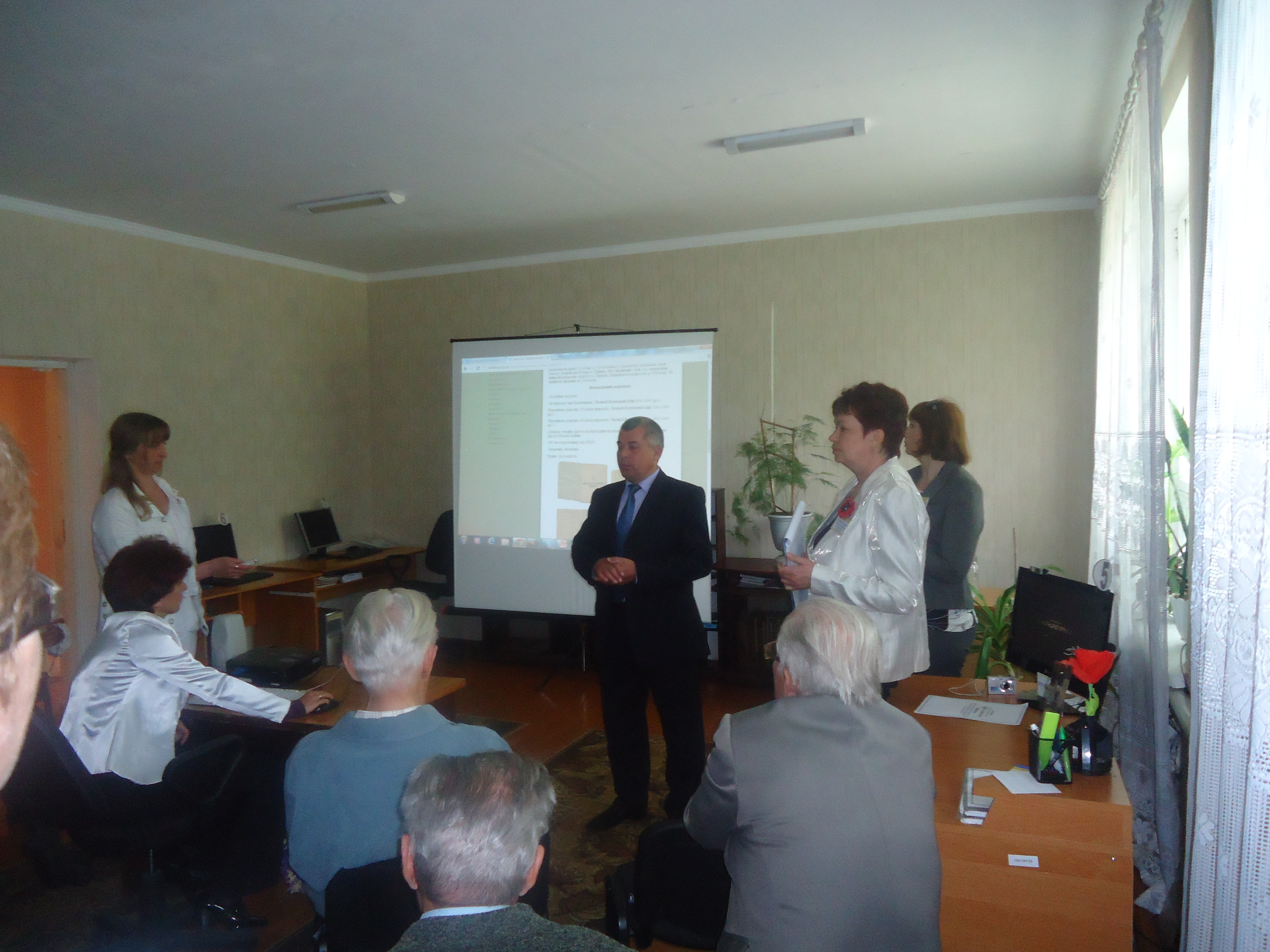
Презентація вікі – проєкту «Долі обпалені війною»

В бібліотеці організовуються та проводяться зустрічі з поетами та письменниками краю, онлайн-конференції, презентації проєктів, форуми, перегляди кінофільмів, флешмоби, віртуальні подорожі, екскурсії, конкурси тощо.

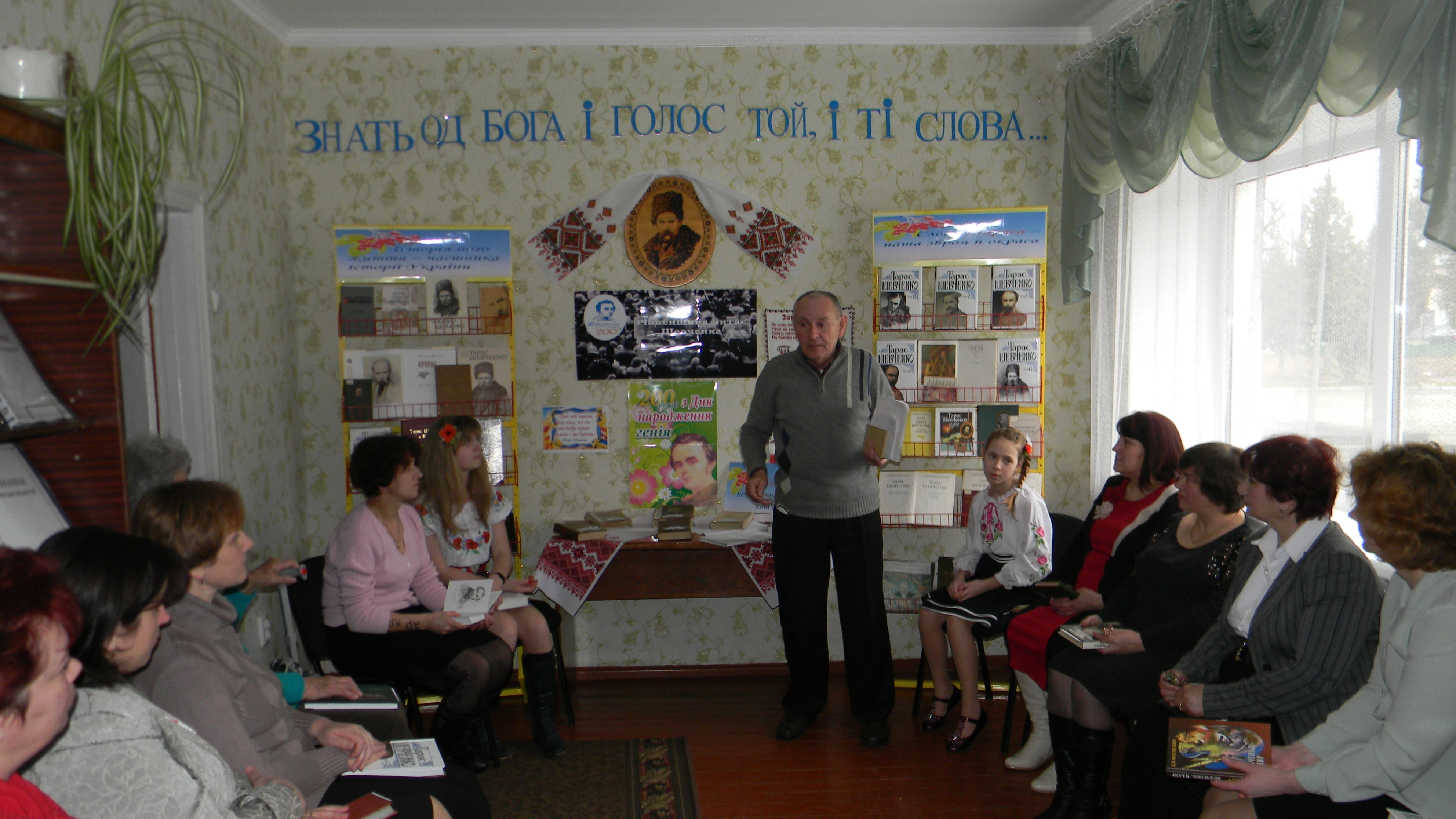
Флешмоб «Рівненщина читає Шевченка»

Запроваджуються інновації в практику роботи здійснюється електронна розсилка бібліотекам системи матеріалів з питань розвитку бібліотечної галузі та інноваційних методів обслуговування користувачів, підтримка віртуального читацького середовища бібліотеками системи в соціальних мережах Face book, в Контакті, створений блог для працівників бібліотек «Бібліотечний портфель». Вже традиційно практикується проведення методичних днів для працівників публічно-шкільних бібліотек «Навчаємо. Радимо. Допомагаємо».

Працівники бібліотеки готують та видають методико-бібліографічні матеріали з актуальних питань , зокрема: путівник до 450-річчя міста «Подорожуємо вулицями Радивилова», збірників «Історія сіл Радивилівщини», «Історія бібліотечної справи району», «Звичаї та обряди Радивилівщини», «Легенди нашого краю», «Відомі люди краю» , щороку готується до друку бібліографічний довідник «Календар знаменних та пам’ятних дат Радивилівщини» та бібліографічний покажчик «Новини краєзнавчої літератури» веббібліографічні покажчики «Збережемо землю для життя», Вода – душа Землі» до відзначення ювілейних дат письменників, створюють презентацій в програмі PowerPoint /на сьогодні понад 30/ тощо.

Сьогодні бібліотека – інформаційно-освітній та культурний центр району з єдиним довідково-пошуковим апаратом та зведеними каталогами. Вона об’єднує 34 бібліотеки в єдину централізовану бібліотечну систему, для яких стала організаційно-методичним та координаційним центром. Співпрацює з бібліотеками інших систем і відомств, громадськими організаціями, підприємствами та установами. Вона є постійним учасником конференцій, семінарів, тренінгів, фестивалів, що проходять в Україні та регіоні.

У бібліотеці працює 11 талановитих фахівців, кожен з яких вніс відповідний вклад в розвиток центральної районної бібліотеки та бібліотечної справи району в цілому, а це:

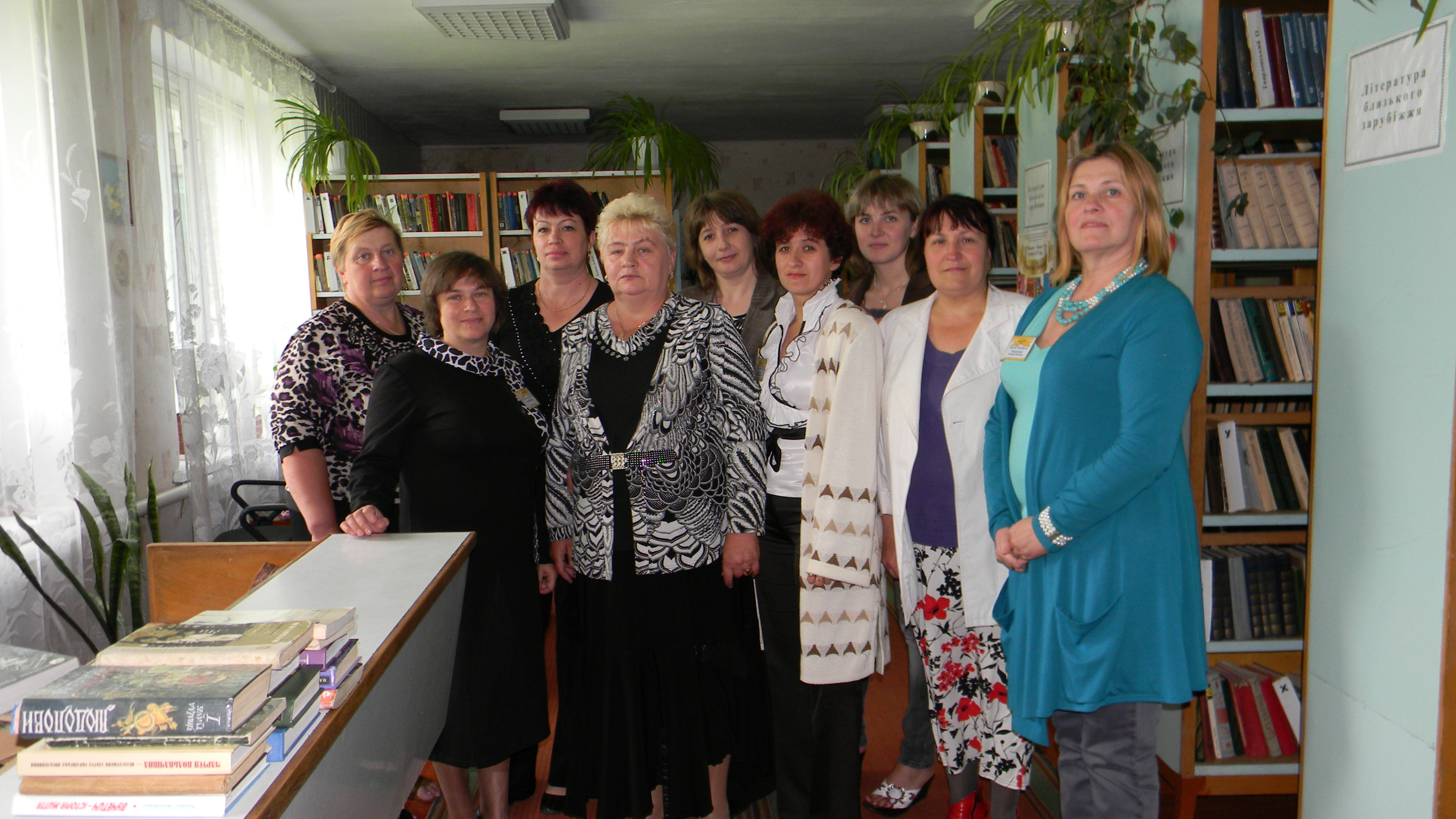
Працівники центральної районної бібліотеки на чолі з директором під час виїзного навчання спеціалістів РДОБ «Електронне урядування»/2013р./

- директор ЦСПШБ – Войтишина Людмила Олексіївна /з 2004р./

- /відділ абонемента/ - Рукінова Лариса Володимирівна – завідувачка відділом обслуговування ЦРБ, провідні бібліотекарі ЦРБ - Крук Надія Вікторівна, Надорожна Олена Михайлівна, бібліотекар ЦРБ - Касянчук Раїса Василівна; 

- /методичний відділ/ Копцюх Валентина Михайлівна – завідувачка методичним відділом ЦРБ, провідний методист ЦРБ – Гусневська Галина Онуфріївна, провідні бібліографи ЦРБ – Мовчан Світлана Володимирівна та Гуменюк Юля Іванівна, провідний бібліотекар АС ЦРБ - Якимчук Назар Любомирович;

- /відділ комплектування та обробки літератури/ Омельчук Тамара Євгенівна та Загурська Галина Андріївна – провідні бібліотекарі ЦРБ. Потрібно відмітити і працівників, які нещодавно пішли на заслужений відпочинок – це завідувачка відділом комплектування та обробки літератури ЦРБ Савчук Галина Степанівна та провідний бібліотекар ЦРБ /читальний зал/ - Белей Людмила Василівна.

## Районна бібліотека для дітей
Радивилівська (до 1992 року Червоноармійська) районна бібліотека для дітей створена в липні 1948 року. Перша бібліотека знаходилася в приміщенні з двох кімнат площею 53 кв.м. по вул. Почаївській з фондом до 5 тисяч примірників книг. На той час був лише один відділ абонемент. Засновником бібліотеки була Мальцева Жанна Іванівна /з 1948 по 1953 р.р./.

Допомогу у створенні та розвитку бібліотеки надавали районний відділ народної освіти, школа та читачі-діти, які здавали книги в подарунок бібліотеці. 

Понад 36 років районну бібліотеку для дітей очолювала Корсунюк Надія Антонівна /з 1953 по 1989 р.р./, ентузіаст і патріот бібліотечної справи.

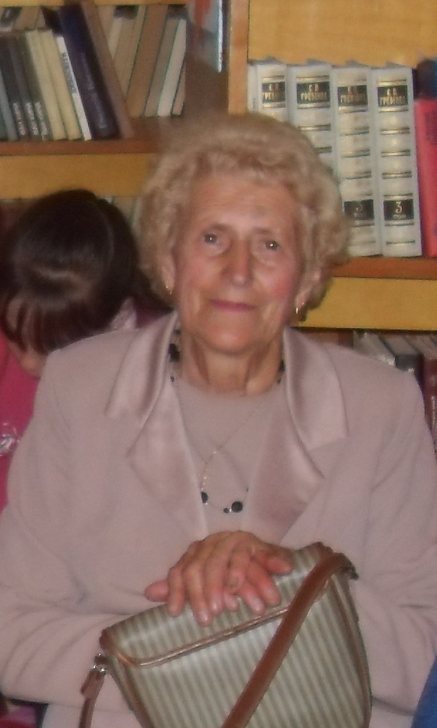
Корсунюк Надія Антонівна

В 1955 році Надія Антонівна закінчила бібліотечний відділ Дубнівського культосвітнього технікуму. Під керівництвом Надії Антонівни з року в рік значно активізувалась робота районної бібліотеки для дітей. За наполегливу працю, невтомність, трудолюбивість Надія Антонівна неодноразово нагороджувалася грамотами Міністерства культури СРСР та УРСР, обласного управління культури та обкому профспілки працівників культури, нагороджена медалями за «Доблесный труд», «Ветеран праці», «За багаторічну роботу».

Значно зросла матеріальна база. До послуг читачів читальний зал, зручне розміщення книг на стелажах, система каталогів та картотек. 

В 1953 році в бібліотеку прийшла працювати Матвєєва Софія Михайлівна /народилася 1936 р. в м.Радивилів/. З 1953 р. по 1976 р. працювала бібліотекарем, зав. читальним залом, зав. абонементом. Згодом – зав. методичного відділу центральної районної бібліотеки. Бібліотечній роботі присвятила близько 40 років свого життя. 18 серпня 2014 року відійшла у вічність.

Пріоритетними напрямками роботи стали популяризація літератури про національне відродження України, відновлення історичної пам’яті, розвиток краєзнавчої діяльності. В діяльності бібліотеки практикуються такі форми роботи як літературні години, прем’єри книги, години народознавства, Тижні дитячого читання, відзначення знаменних та пам’ятних дат письменників та ін.

В 1977 році після централізації державних масових бібліотек ЦБС бібліотека стала районною бібліотекою для дітей Радивилівської централізованої бібліотечної системи. 

За роки з 1975 по 1988 р.р. районна бібліотека для дітей стала однією з найкращих бібліотек в області. На базі бібліотеки діяла обласна школа передового досвіду з питань керівництва читанням юних читачів, проводилася значна робота по довідково-бібліографічному обслуговуванню читачів. Бібліотека протягом багатьох років займала перші та другі місця серед бібліотек області по роботі з дітьми, нагороджувалася «Дипломами І та ІІ ступенів», грамотами Президії УРСР, обласного управління культури, облвиконкому та обкому профспілки працівників культури. 

В 1979 році значно зросла матеріальна база: придбали діапроєктор, книжкові шафи, магнітофон. Бібліотечний фонд становив 29420 примірників книг, послугами бібліотеки користувалися 2272 читачів-дітей. Штат працівників бібліотеки складався з 4-х чоловік.
До послуг читачів 17- тисячний книжковий фонд творів класиків української та світової літератури, науково-популярна, історична та художня література, література детективно-пригодницького жанру тощо. 

Особлива увага звернена на популяризацію літератури, яка допомагає засвоєнню шкільної програми. Оформлені книжково-ілюстративні виставки «Книга – мудрість поколінь», «Вік живи – вік учись». Розширенню світогляду дітей значно сприяє масова робота: перегляди літератури, години народознавства, виховні година тощо. Особлива увага звертається на ігрові форми роботи – вікторини, літературні конкурси, створення іграшок- саморобок.

У 2002 році централізовану бібліотечну систему району було реорганізовано в централізовану систему публічно-шкільних бібліотек. При районній бібліотеці для дітей створено два шкільних відділи № 1 /НВК «Школа № -1-гімназія»/ та № 2 /НВК «ЗОШ № 2- ліцей»/. На посаду заступником директора ЦСПШБ по роботі з дітьми стає Гнатюк Галина Якимівна /народилася 11 листопада 1966 року в с.Крупець Радивилівського району/.

Сьогодні бібліотека – це інформаційний, дозвіллєвий, культурно-освітній центр для дітей і підлітків для задоволення інформаційних запитів читачів та розвитку їх творчих здібностей з практично необмеженими можливостями.

Районна бібліотека для дітей є головною дитячою бібліотекою району, яку щороку відвідує 1,8 тис. користувачів: дошкільники, учні загальноосвітніх шкіл, вчителі, вихователі дитячих садків, студенти, батьки, дідусі і бабусі. 

Зараз до їхніх послуг більш як 84-хтисячний книжковий фонд, понад 30 назв періодичних видань, методично-бібліографічні матеріали, тематичні папки та довідково-бібліографічний апарат. 

Районна бібліотека для дітей співпрацює з загальноосвітніми школами міста, будинком дитячої творчості, міською школою мистецтв та дитячим садочком «Сонечко». Співпраця спрямована на популяризацію літератури через проведення змістовних масових заходів, виховання у дітей любові до книги, рідного краю. 

Щороку під час весняних шкільних канікул проводиться Всеукраїнський тиждень дитячого читання, під час якого працівники дитячої бібліотеки спільно з Будинком дитячої творчості та міською школою мистецтв організовували зустрічі школярів з письменниками, поетами, краєзнавцями.

В рамках фестивалю дитячої творчості «Веселковий дивограй», присвяченому Міжнародному дню захисту дітей, організовуються виставки дитячих творчих робіт.

Бібліотека для дітей своєчасно надає користувачам максимальний доступ до необхідної інформації незалежно від форм її носіїв, враховуючи інформаційні потреби і задоволення індивідуальних інтересів читачів-дітей, допомагає в самоосвіті, розширює спектр інформаційних та довідково-бібліографічних послуг з використанням електронних ресурсів, Інтернет- мережі, а також бере участь в організації дозвілля школярів та розвитку їх творчих здібностей. 

У бібліотеці акумулюються матеріали краєзнавчого характеру різних видів (книги, публікації в пресі, спогади земляків). Всі ці матеріали відображаються у краєзнавчій картотеці та надані для користування читачам у краєзнавчому куточку бібліотеки.

Завдяки проєкту «Організація нових бібліотечних послуг з використанням вільного доступу до Інтернет II» програми «Бібліоміст» бібліотека в 2011 році отримала 2 сучасних комп'ютери, оснащені вебкамерами, навушниками з мікрофоном та ліцензоване програмне забезпечення корпорації Майкрософт, що дало можливість задовольнити інформаційні потреби користувачів завдяки бібліо-інтернету з надання безкоштовного доступу до Інтернету. За платні послуги придбано персональний комп’ютер та багатофункціональний пристрій.

Активно впроваджуються та популяризуються бібліотечно-інформаційні ресурси, створюються нові масиви власних електронних продуктів: проводиться постійне збереження електронних ресурсів (текстові документи, мультимедійні матеріали), створюються папки на допомогу у вивченні шкільної програми: Історія, Біологія, Хімія, Географія, ОБЖД, література /українська, зарубіжна/, Вчителю історії, Вчителю біології та ін.
Розпочато роботу з автоматизації бібліотечних процесів. За допомогою демоверсії програми АБІС ІРБІС ведеться опис статей періодичних видань «Журавлик», «Юний натураліст», «Прапор перемоги», «Вільне слово», створена електронна база даних «Читачі» та електронний каталог книг. 

Ведеться активна робота з довідково-бібліографічного обслуговування. Проводяться інформаційні огляди літератури, які супроводжуються виставками нової літератури, оглядами, бесідами, консультаціями.

Сторінки районної бібліотеки для дітей в соціальних мережах - «В контакті» http://vk.com/id175000124 та «Facebook» http://www.facebook.com/ms.libr, створені для віртуального спілкування та реклами бібліотеки, постійно оновлюються. Відвідувачі сторінки можуть ознайомитися з новинками літератури, яка надходить до бібліотеки, почитати книги. Інформація про заходи, які проводить бібліотека, виставляється на сайті центральної районної бібліотеки. 

Читачі молодшого віку та дошкільники беруть участь у розвиваючих іграх «Почитаємо книжечку, послухаємо казочку, розкажемо віршик», «Збудуй піраміду», «Склади малюнок з пазлів», гра-конкурс «Вітання білосніжної цариці», тест-гра «Битва інтелектуалів», літературна гра «Чи вірите ви…», інтерактивна подорож «За сорок днів навколо світу», літературні читання «Чарівна сила казки».
Постійно проводяться екскурсії для дітей загальноосвітніх шкіл міста «В перший раз завітали ви до нас», «Завітаймо до бібліотеки: почитати книгу, переглянути журнал, погуляти в Інтернеті», під час яких діти знайомляться з відділами бібліотеки, книжковим фондом, переглядають фільми, мультфільми тощо.

В дитячому відділенні центральної районної лікарні працівниками бібліотеки проводяться акції «Подаруй бібліотеці книгу», «Підтримай бібліотеку», «Подаруй дитині книгу». 

В гостях у бібліотеки побували літератори Рівненщини Є.Шморгун, Л.Пшенична, Л. Гуріна, львівська письменниця Л.Вдовиченко, професор, доктор сільськогосподарських наук, завідувач кафедри ботаніки, деревознавства і недеревних ресурсів лісу Національного лісотехнічного університету України Василь Рябчук.

Беруть участь у масових заходах юні таланти художнього слова, поети-початківці міста Андрій Лущик, Марійка Зубова, Наталія Троць, Марійка Герус, Наталія Нідзельська, місцевий краєзнавець, поет Євген Гудима, активна учасниця клубу «Затишок» Надія Вечорко. Юлія Дейнека, учениця НВК «Школа №1-гімназія» і читачка бібліотеки, випустила свою першу книжечку віршів «Вірні клавішам пальці».
В жовтні 2014 року в шкільних відділах районної бібліотеки для дітей у рамках Міжнародного місячника шкільних бібліотек проходив Всеукраїнський місячник шкільних бібліотек під гаслом «Час читати!».
З питань обслуговування користувачів-дітей для бібліотечних працівників району відбуваються щорічні семінари-практикуми. 

У 2014 році районна бібліотека для дітей взяла участь у ІУ обласному фестивалі-конкурсі інноваційного бібліотечного досвіду «Бібліофест» в новому форматі, на якому представили досвід роботи «Барви бібліотечного літа» у номінації «Моя унікальна аудиторія».

## Медицина

### Радивилівська районна лікарня
Історія лікарні розпочалася на початку 20 століття, коли на кошти місцевого мецената Мойсея Гінсбурга було засновано лікарню на 30 ліжок. Біля витоків лікарні стояв хірург Шепченко Петро Дмитрович. У середині тридцятих років відкрито державну лікарню — вже на 50 ліжок, 5 із яких були акушерські. Оскільки лікування в цьому закладі було досить дорогим (коштувало хворому п'ять злотих на добу), то його послугами могли скористатись тільки заможні люди. У роки війни в лікарні було розміщено військовий госпіталь, тут же надавалась медична допомога і жителям району.
У 1945 році створено районний відділ охорони здоров'я. У районній лікарні тоді було 50 ліжок, з них по 15 хірургічних та терапевтичних, по 10 пологових та інфекційних. У районі функціонувала також тублікарня на 15 ліжок, а з 1953 року розпочалася організація 20 колгоспних пологових будинків. Лікарня інтенсивно розбудовувалась, поліпшувалась її матеріальна база. Так, у 1972 році було введено в дію новий терапевтичний корпус на 100 ліжок, добудовано акушерсько-гінекологічне відділення. У лікарні функціонувало вже 250 ліжок. Було відкрито травматологічне, неврологічне відділення, реанімаційну палату.
Добудову пологово-гінекологічного корпусу на 60 ліжок (35 гінекологічних і 25 пологових зі спільним перебуванням матері й дитини) було завершено в 1984 році, а наприкінці 1985-го введено в дію типовий хірургічний корпус на 150 ліжок з операційним блоком на 4 операційні, типовим відділенням анестезіології та інтенсивної терапії на 6 ліжок. Особлива увага в ці роки надається спеціалізованим службам: акушерсько-гінекологічній, реанімаційній, хірургічній, педіатричній, офтальмологічній. У 1988 році введено в експлуатацію типове приміщення поліклініки на 420 відвідувань за зміну. З введенням хірургічного корпусу потужність лікарні сягнула 350-ти ліжок.
Сьогодні Радивилівська центральна районна лікарня — це лікувально-профілактичний заклад на 230 ліжок, у якому працюють 81 лікар (21 з вищою кваліфікаційною категорією, 37 — з першою) та 248 середніх медичних працівників. Основні напрями діяльності: надання кваліфікованої стаціонарної та амбулаторно-поліклінічної медичної допомоги населенню міста і району.

## Транспорт
Розклад руху міських мікроавтобусів у Радивилові, а також автобусів по автостанції Радивилів і пасажирських поїздів по залізничній станції Радивилів — на сайті «Радивилів.info». [Архівовано 23 січня 2021 у Wayback Machine.]